# Campeonato Uruguaio de Futebol de 1911
O Campeonato Uruguaio de Futebol de 1911 consistiu em uma competição com dois turnos, no sistema de todos contra todos. O campeão foi o CURCC.

## Classificação>[1]
| Pos | Equipe               | Pts | J  | V  | E | D | GP | GC | SG  |
| --- | -------------------- | --- | -- | -- | - | - | -- | -- | --- |
| 1°  | CURCC                | 25  | 14 | 12 | 1 | 1 | 29 | 9  | 20  |
| 2°  | Montevideo Wanderers | 16  | 14 | 6  | 4 | 4 | 28 | 13 | 15  |
| 3°  | River Plate FC       | 15  | 14 | 5  | 5 | 4 | 25 | 14 | 11  |
| 4°  | Dublin               | 15  | 14 | 6  | 3 | 5 | 25 | 26 | -1  |
| 5°  | Nacional             | 15  | 14 | 6  | 3 | 5 | 17 | 19 | -2  |
| 6°  | Bristol              | 10  | 14 | 4  | 2 | 8 | 20 | 32 | -12 |
| 7°  | Central              | 9   | 14 | 3  | 3 | 8 | 17 | 27 | -10 |
| 8°  | Libertad             | 7   | 14 | 2  | 3 | 9 | 12 | 33 | -21 |

|  | Campeão.   |
|  | Rebaixado. |

Promovido para a próxima temporada: Universal.
| Campeonato Uruguaio de 1911 |
| --------------------------- |
| CURCC Campeão (5º título)   |